# Carnet d'Information du Logement
 (février 2025).
La mise en forme du texte ne suit pas les recommandations de Wikipédia : il faut le « wikifier ».
Les points d'amélioration suivants sont les cas les plus fréquents :
- Les titres sont pré-formatés par le logiciel. Ils ne sont ni en capitales, ni en gras.
- Le texte ne doit pas être écrit en capitales (les noms de famille non plus), ni en gras, ni en italique, ni en « petit »…
- Le gras n'est utilisé que pour surligner le titre de l'article dans l'introduction, une seule fois.
- L'italique est rarement utilisé : mots en langue étrangère, titres d'œuvres, noms de bateaux, etc.
- Les citations ne sont pas en italique mais en corps de texte normal. Elles sont entourées par des guillemets français : « et ».
- Les listes à puces sont à éviter, des paragraphes rédigés étant largement préférés. Les tableaux sont à réserver à la présentation de données structurées (résultats, etc.).
- Les appels de note de bas de page (petits chiffres en exposant, introduits par l'outil «  Source ») sont à placer entre la fin de phrase et le point final[comme ça].
- Les liens internes (vers d'autres articles de Wikipédia) sont à choisir avec parcimonie. Créez des liens vers des articles approfondissant le sujet. Les termes génériques sans rapport avec le sujet sont à éviter, ainsi que les répétitions de liens vers un même terme.
- Les liens externes sont à placer uniquement dans une section « Liens externes », à la fin de l'article. Ces liens sont à choisir avec parcimonie suivant les règles définies. Si un lien sert de source à l'article, son insertion dans le texte est à faire par les notes de bas de page.
- La présentation des références doit suivre les conventions bibliographiques. Il est recommandé d'utiliser les modèles {{Ouvrage}}, {{Chapitre}}, {{Article}}, {{Lien web}} et/ou {{Bibliographie}}. Le mode d'édition visuel peut mettre en forme automatiquement les références.
- Insérer une infobox (cadre d'informations à droite) n'est pas obligatoire pour parachever la mise en page.

Pour une aide détaillée, merci de consulter Aide:Wikification.
Si vous pensez que ces points ont été résolus, vous pouvez retirer ce bandeau et améliorer la mise en forme d'un autre article.
 (mars 2025).
Motif : ce n'est pas parce qu'une règlementation existe que cela devient obligatoirement un sujet pour une encyclopédie. Laissons à l'État la possibilité de proposer une liste de ses règlementations. Absence d'analyse encyclopédique. Absence de sources secondaires indépendantes, pérennes et de qualité
- Archive Wikiwix
- Bing
- Cairn
- DuckDuckGo
- E. Universalis
- Gallica
- Google
- G. Books
- G. News
- G. Scholar
- Persée
- Qwant
- (zh) Baidu
- (ru) Yandex
- (wd) trouver des œuvres sur Wikidata

| 1. | Préciser le motif de la pose du bandeau. | Précisez le motif de la pose du bandeau en utilisant la syntaxe suivante : {{admissibilité à vérifier\|date=avril 2025\|motif=remplacez ce texte par le motif}}                                       |
| 2. | Informer les utilisateurs concernés.     | Pensez à avertir le créateur de l'article, par exemple, en insérant le code ci-dessous sur sa page de discussion : {{subst:avertissement admissibilité à vérifier\|Carnet d'Information du Logement}} |

 (mars 2025).
Le Carnet d'Information du Logement (CIL) est un dispositif réglementaire français institué par l’article L.126-35-2 du Code de la construction et de l’habitation, dans le cadre de la Loi Climat et Résilience et de la Stratégie Nationale Bas-Carbone.
Son objectif est de centraliser les données techniques et historiques d’un logement afin de faciliter de futurs travaux de rénovation énergétique, de réduire l'usure des équipements et d'optimiser sa consommation d'énergie. Le CIL contribue ainsi aux engagements de la France sur la réduction des émissions de carbone.

## Modalités d'application
Obligatoire depuis le 1ᵉʳ janvier 2023, le CIL est exigé pour :
- Toutes les constructions neuves résidentielles (logements collectifs ou individuels), dès le dépôt d’un permis de construire ou d’une déclaration préalable.
- Tous les logements existants faisant l’objet de travaux de rénovation énergétique ayant une incidence significative sur la performance énergétique, c'est-à-dire : 
  - Les travaux d'isolation thermique des toitures, des murs donnant sur l'extérieur, des parois vitrées et portes donnant sur l'extérieur ou des planchers bas ;
  - Les travaux d'installation, de régulation ou de remplacement de systèmes de chauffage ou de refroidissement, en y incluant les systèmes de VMC économiques et performants ou de production d'eau chaude sanitaire ;
  - Les travaux d'installation d'équipements de chauffage ou de production d'eau chaude sanitaire utilisant une source d'énergie renouvelable.

Établi avant la réception des travaux, le CIL est établi par le propriétaire, mais repose sur des informations fournies par les entreprises responsables des travaux. Ces dernières, détentrices des données techniques (matériaux utilisés, équipements installés, diagnostics, etc.), ont l’obligation de transmettre ces éléments pour alimenter le carnet.

## Transmission et mise à jour
Rattaché au logement - et non au propriétaire -, le CIL suit le bien immobilier lors de chaque mutation. En cas de vente, le vendeur doit obligatoirement le remettre à l’acquéreur, qui en accuse réception dans l’acte authentique. Chaque nouveau propriétaire devient responsable de sa mise à jour, notamment après des travaux ultérieurs. L’absence de transmission engage la responsabilité du vendeur et peut entraîner des sanctions.
Le CIL s’inscrit dans un écosystème de documents réglementaires comme le Diagnostic de Performance Énergétique (DPE), mais se distingue par son caractère évolutif et collaboratif. Alimenté tout au long de la vie du logement, il sert de référence pour planifier des rénovations cohérentes et accéder à des aides publiques (comme MaPrimeRénov’).